# Inga cecropietorum
Inga cecropietorum är en ärtväxtart som beskrevs av Adolpho Ducke. Inga cecropietorum ingår i släktet Inga och familjen ärtväxter. Inga underarter finns listade i Catalogue of Life.